# Karib'il I.
Karib'il I. (sabäisch krbʾl Karibʾil) war ein Herrscher (Mukarrib) des altsüdarabischen Reiches Saba. Hermann von Wissmann setzte seine Regierungszeit um 775 v. Chr., Kenneth A. Kitchen dagegen um 820–810 v. Chr. an.
Karib'il I. wird zweimal erwähnt, in beiden Fällen als Vater und Vorgänger des Yada'il Yanuf. Jedoch ist nicht unmöglich, dass Karib'il I. mit dem bedeutenden Mukarrib Karib’il Watar I. zu identifizieren ist, was jedoch als eher unwahrscheinlich gilt.